# Marianne Dürst Benedetti
Marianne Dürst Benedetti, née le 24 janvier 1961 à Ziegelbrücke (originaire de Schwanden et Walchwil), est une personnalité politique suisse, membre du Parti radical-démocratique.
Elle est conseillère d'État du canton de Glaris de 1998 à mai 2014. Elle est la première femme à y siéger et la première femme à présider le gouvernement, de 2008 à 2010.

## Biographie

### Origines et famille
Marianne Dürst Benedetti naît Marianne Kundert le 24 janvier 1961 à Ziegelbrücke (aujourd'hui Glaris Nord), dans le canton de Glaris. Elle est originaire de Schwanden (aujourd'hui Glaris Sud), dans le même canton, et de Walchwil, dans le canton de Zoug.
Son père, Georg Kundert, agriculteur et policier de profession, est député du Parti démocratique suisse ou de l'Union démocratique du centre au Landrat du canton de Glaris ; sa mère, née Elsbeth Hefti, est couturière professionnelle. Ils dirigent un institut éducatif pour garçons, la colonie de Linth (de) à Ziegelbrücke, et, plus tard, un home pour personnes âgées à Schwanden. Marianne Dürst Benedetti est la cadette d'une fratrie de quatre enfants.
Elle se marie à deux reprises : en 1991 avec René Dürst, dont elle divorce en 2004 ; et en 2010 avec Ralph Benedetti, médecin de profession. Elle n'a pas d'enfant.

### Études et parcours professionnel
Marianne Dürst Benedetti est scolarisée à Niederurnen (1968-1973) et achève sa sixième année d'école primaire à Schwanden en 1974. Elle étudie ensuite au collège et au gymnase (maturité de type latin-anglais) à l'école cantonale de Glaris de 1974 à 1981.
Elle est ensuite jeune fille au pair à Genève, puis hôtesse de l'air chez Swissair de 1983 à 1985. Elle est engagée comme secrétaire dans une étude d'avocat en 1985, ce qui l'amène l'année suivante à entreprendre des études de droit à l'Université de Zurich, où elle obtient une licence en 1991.
De 1992 à 1995, elle est stagiaire puis greffière extraordinaire aux tribunaux glaronais. Après avoir obtenu son brevet d'avocat en 1995, elle devient la première femme à ouvrir une étude dans le canton de Glaris en 1996.

### Parcours politique
Marianne Dürst Benedetti adhère en 1989 au Parti radical-démocratique (PRD) et fait partie du comité des Jeunes Radicaux glaronais jusqu'en 1994. Elle est secrétaire du PRD glaronais de 1992 à 1996.
Elle est membre du conseil d'éducation du canton de 1994 à 1998 et de la commune scolaire de Glaris-Riedern de 1995 à 1998. Pendant cette période, elle fait notamment partie du groupe de travail migration et politique étrangère du PRD suisse. De 2001 à 2008, elle préside les Femmes PRD suisses.
Elle est la première femme élue au Conseil d'État du canton de Glaris, au premier tour le 17 mars 1998, où elle dirige le Département de l'économie et de l'intérieur jusqu'en mai 2014. Elle en est également la première présidente (Landammann) de 2008 à 2010. Elle est réélue à deux reprises, le 12 février 2006 (année où le nombre de conseillers d'État passe de sept à cinq) et le 7 mars 2010.
Son nom est attaché à l'importante réforme structurelle qui réduit à trois le nombre de communes du canton. Elle introduit également les horaires en bloc à l'école et plaide en faveur de l'introduction d'une assurance-maternité en Suisse au début des années 2000. Elle obtient également l'abaissement du droit de vote à 16 ans dans le canton.

### Juge, spiritualité et médiation
Elle est élue au Tribunal cantonal glaronais en 2014 par la Landsgemeinde au terme de sa carrière politique et réélue à deux reprises, en 2018 et 2022. Elle démissionne en 2024.
Elle donne en parallèle une nouvelle orientation à sa vie professionnelle en entreprenant à partir de 2014 un master en spiritualité à la faculté de théologie de Zurich. Elle accomplit par ailleurs, de 2016 à 2018, une formation continue en médiation à l'Université de Fribourg, achevée par un certificat d'études avancées.

### Autres activités
Elle préside le Secours d'hiver (de) de Glaris de 2006 à 2014, assure la vice-présidence de Pro Senectute (de) de 2010 à 2014 et préside le conseil de fondation de l'Aide suisse aux montagnards (de) de 2011 à 2017.
En 2009, elle devient la première femme admise au Rotary Club de Glaris, qu'elle préside de 2017 à 2018.